# Kipdorpbrug

De Kipdorpbrug

De Kipdorpbrug was een brug, 90 meter lang en 7 meter breed, gelegen aan de buitenzijde van de 16e-eeuwse Spaanse omwalling van de Belgische stad Antwerpen en gebouwd vanaf 1542. De brug ligt onder het huidige Operaplein. De brug, samen met een bastion, 12 meter hoog en een gedeelte van de stadsmuur werden blootgelegd tijdens de aanleg van de Noorderlijn onder een gedeelte van de Frankrijklei en de Italiëlei. Het complex werd opengesteld voor het publiek tijdens het weekend van 10 en 11 februari 2018.

## Geschiedenis
Keizer Karel V gaf opdracht om de Spaanse omwalling aan te leggen om Antwerpen, een zeer belangrijke handelsmetropool te beschermen, na de aanval van het leger van het hertogdom Gelderland onder leiding van Maarten van Rossum. De middeleeuwse muur werd afgebroken en vervangen door een tien meter hoge muur, voorzien van vijf monumentale stadspoorten in renaissancearchitectuur waaronder de Kipdorppoort, negen vijfhoekige bastions en een stadsgracht. Voor het ontwerp trok men de Italiaanse architect Donato Di Boni aan. Op deze plek werd, in tien jaar tijd, het bastion gebouwd, dan de poort en ten slotte de Kipdorpbrug onder leiding van architect Gilbert van Schoonbeke.
De Spaanse omwalling werd een van de modernste verdedigingswerken van zijn tijd die de stad internationale allure gaf. Ze bewees haar waarde tijdens de Franse Furie in 1583 toen Frans van Anjou in een vergeefse poging de stad via de Kipdorppoort wilde veroveren, in opdracht van Willem van Oranje. Samen met de Keizerspoort (restanten onder de Leopoldplaats) was de Kipdorppoort de belangrijkste toegangspoort van de stad. Iedereen die van en naar de Kempen of Noord-Brabant ging in die tijd, kwam langs de Kipdorpbrug. Ze was tijdens de zomer geopend van 3h30 tot 23h en in de winterperiode van 5h30 tot 22h. Wie te laat kwam moest buiten de stad een onderkomen zoeken.

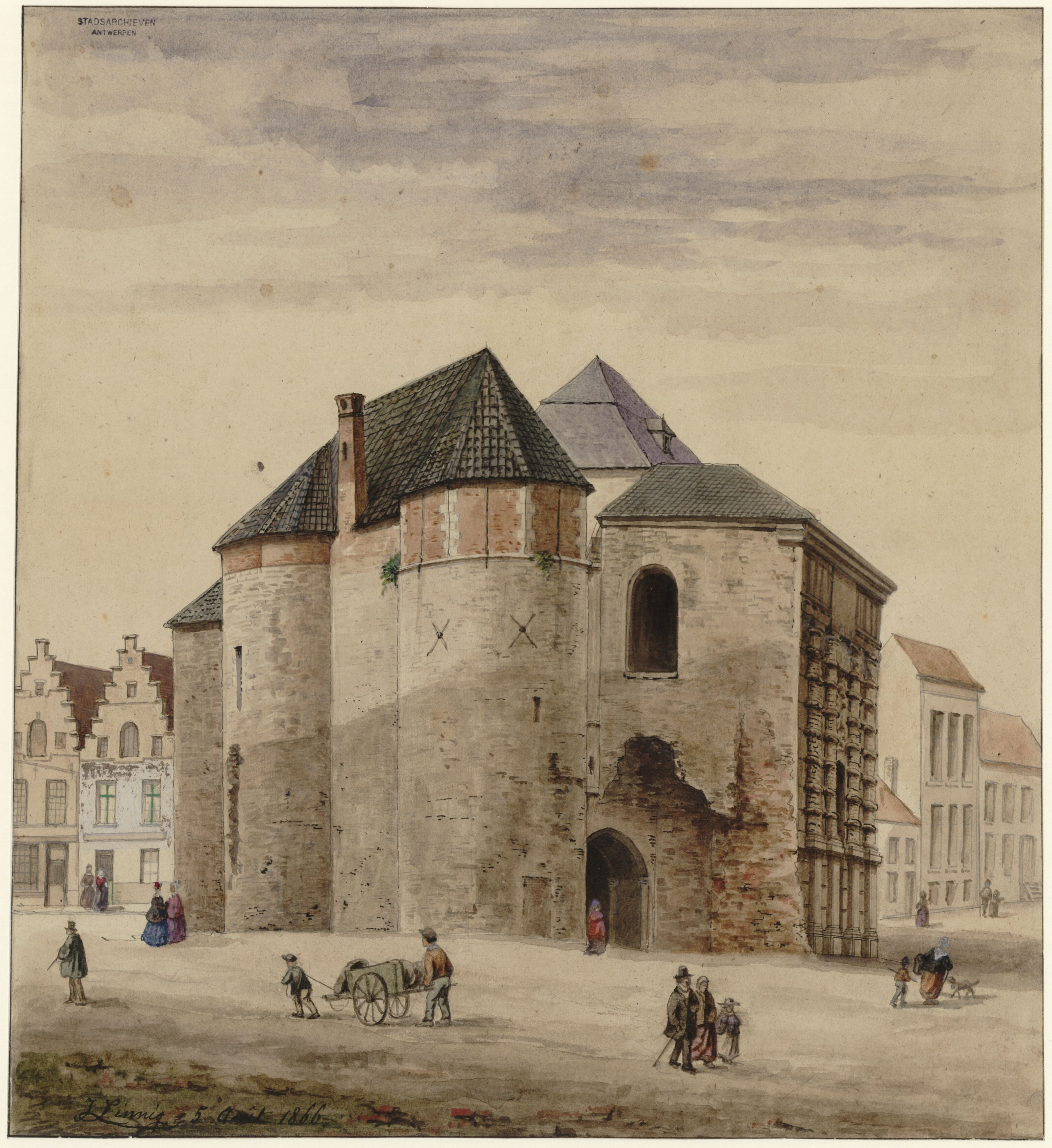
Kipdorppoort, 1866, Jozef Linnig, collectie Felixarchief

Tijdens het Beleg van Antwerpen viel de stad in 1585 ten slotte in 'Spaanse' handen. Alva breidde de verdediging van de stad verder uit door de aanleg van een citadel op het huidige Zuid.
In de 19e eeuw (1864-1865) werd de Kipdorppoort en de omwalling afgebroken om plaats te maken voor de Antwerpse boulevard. Enkel de kasseien en de bovenste anderhalve meter van het natuurstenen parement werden ontmanteld. De Kipdorppoort verdween volledig. Met het afbraakmateriaal werd de stadsgracht gedempt en de lagere muren verdwenen onder de leien.

## De Kipdorpbrug in de 21e eeuw
Tijdens de aanleg van de Noorderlijn op deze plek vonden archeologen naast aardewerk, pijpenkopjes, speelgoed, munten en munitie ook een zwaard van 83 centimeter lang, hoogstwaarschijnlijk uit de 16e- of 17e eeuw. De resten van de Kipdorpbrug, de stadsmuur en het bastion zullen vanaf 2019 zichtbaar blijven in een openluchtsite. Boven de grond kunnen wandelaars de restanten bekijken vanop een passerelle langs de site. Onder de grond zijn de restanten voor automobilisten zichtbaar in de Jeanne Brabantstunnel en in de parking onder het Operaplein.

## Galerij

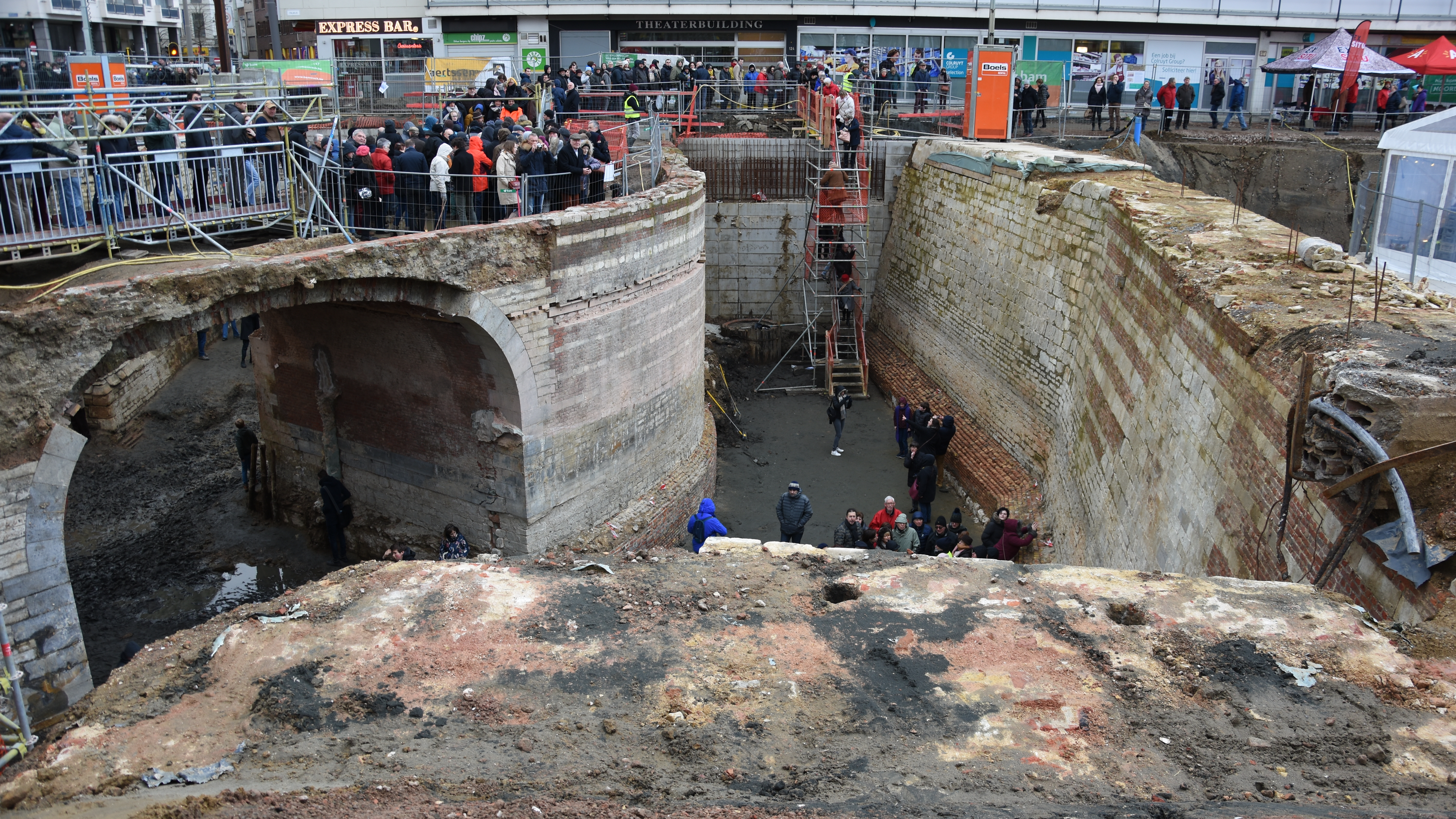
Een boog van de Kipdorpbrug over de stadsgracht en een deel van de stadsmuur
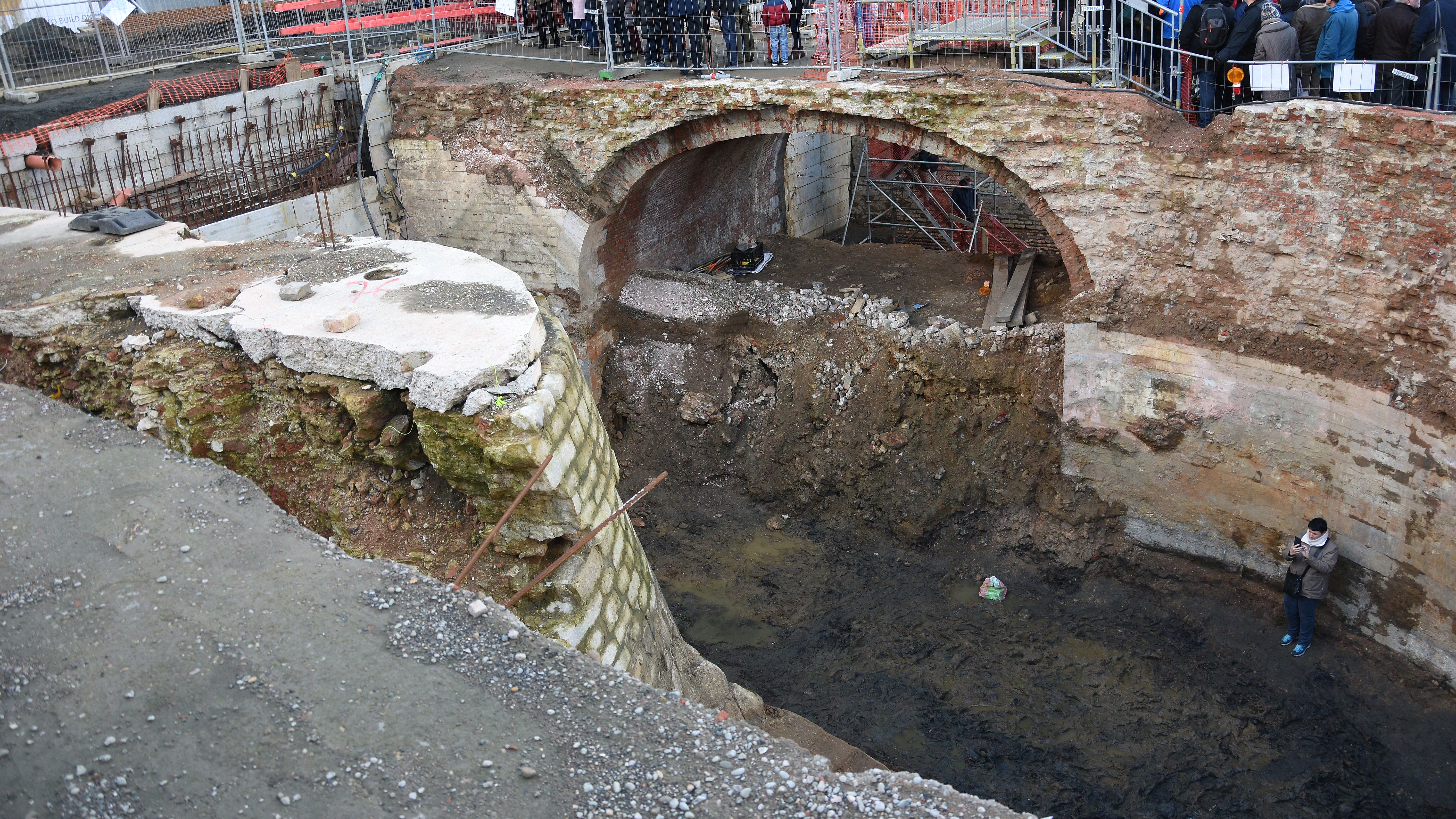
De Kipdorpbrug en op de voorgrond de stadsmuur
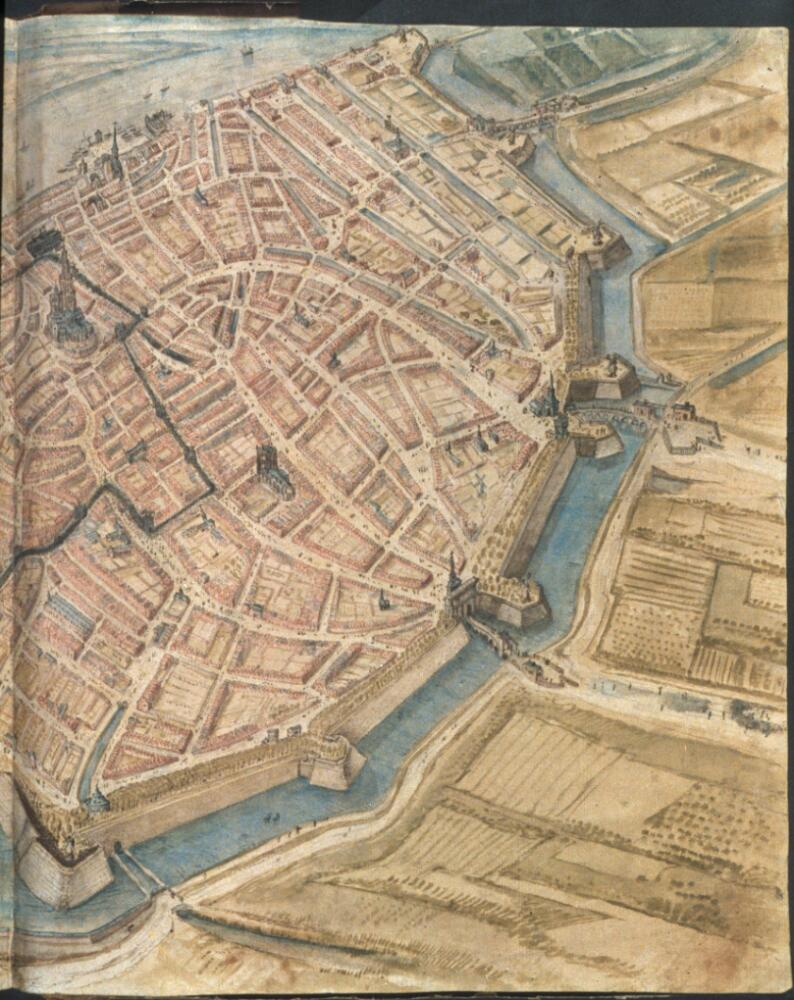
De Spaanse omwalling en de Kipdorpbrug (met poort) in 1594